# 铬酸银
鉻酸銀，其化學式為Ag2CrO4，密度為5.625g/cm3。

## 性質
紅棕色，呈結晶或粉末狀。可溶解在酸(H+)、鹼金屬铬酸盐溶液（例如Na2CrO4）、氰化鉀溶液(KCN)、氨水（NH3·H2O），微溶於水。

## 製備
鉻酸鉀溶液與硝酸銀溶液，經反應過後生成沉澱，再以濾紙過濾而得。
{\displaystyle K_{2}CrO_{4}+2AgNO_{3}\rightarrow Ag_{2}CrO_{4}+2KNO_{3}}

## 用途
作為化學分析之試劑、有機合成之催化劑、電鍍或是鹵化物莫氏法確定滴定終點的指示劑。